# Conférence de Kreuznach (17-18 mai 1917)
Vous lisez un « bon article » labellisé en 2017.
Pour les articles homonymes, voir Conférence de Kreuznach.
La conférence de Kreuznach des 17 et 18 mai 1917 est une rencontre entre les dirigeants politiques et militaires des puissances centrales au cours du printemps de l'année 1917 à Bad Kreuznach, ville de Rhénanie prussienne, siège du commandement suprême de l'armée allemande, l'OHL. Elle est préparée avec le plus grand soin, à la fois par le gouvernement allemand, lors du conseil de la couronne allemande du 23 avril, et par les Austro-Hongrois, lors de conseils de la couronne austro-hongroise ou lors de rencontres moins formelles entre représentants des gouvernements autrichiens, hongrois et des ministères communs. La rencontre est censée permettre aux monarques et aux diplomates allemands et austro-hongrois d'entériner un partage des conquêtes en Russie et dans les Balkans. Cependant, le ministre des affaires étrangères austro-hongrois, Ottokar Czernin, a préparé dans les jours précédant la conférence, un memorandum sur l'état de décrépitude de la double monarchie au terme de trois années de conflit. Ce rapport est destiné à fournir aux négociateurs austro-hongrois un moyen de pression sur l'Empire allemand. Dans le même temps, l'Allemagne affiche sa volonté de poursuivre le conflit jusqu'à la victoire des puissances centrales, repoussant sans ménagement les demandes de paix de la double monarchie épuisée.

## Contexte

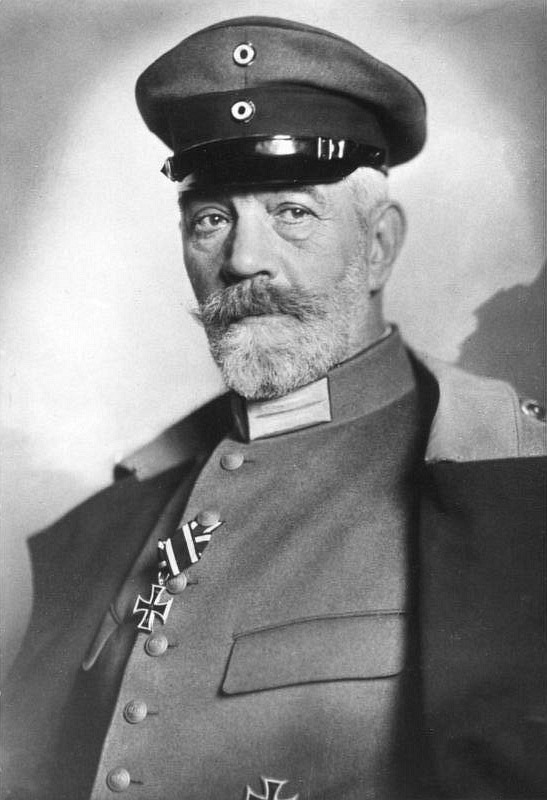
Theobald von Bethmann Hollweg (1917).

La fin de 1916 et le début de 1917 constituent, pour les puissances centrales, une période charnière dans la gestion du conflit. Des victoires ont permis aux troupes de la Quadruplice d'occuper en 1915 la Serbie et en 1916 la Roumanie. De plus, depuis mars 1917, la Russie est entrée dans un processus révolutionnaire long et complexe, remettant en cause les capacités offensives des armées russes, alors rongées par des désertions massives. Cependant, aucun de ces succès militaires ou politiques ne semble de nature à permettre aux puissances centrales d'imposer aux Alliés l'ouverture de négociations de paix. Enfin, Charles Ier, qui succède à la fin de l'année 1916 à son oncle François-Joseph, conscient des possibilités de la double monarchie en 1917, aspire à mettre un terme à la participation de son empire au conflit.

### La Quadruplice et la révolution de Février
La révolution russe de février 1917 change les perspectives du conflit, obligeant les belligérants à modifier, du moins en surface, les buts de guerre qu'ils cherchent à atteindre. L'Allemagne et ses alliés sont ainsi amenés à se réunir afin de mesurer les conséquences de la révolution de Février en Russie sur leur manière de conduire le conflit. Une conférence des ministres des puissances centrales se réunit ainsi à Vienne le 16 mars à Berlin les 26 et 27 mars 1917, pour reformuler les conditions auxquelles les empires centraux pourraient négocier la cessation des hostilités.
Cependant, les espoirs allemands de la conclusion d'une paix séparée avec le nouveau gouvernement russe s'effritent rapidement, les responsables russes ayant annoncé le 18 mars 1917 leur souhait de continuer la guerre contre la Quadruplice. Cette décision incite les responsables du Reich conseillés par Ulrich von Brockdorff-Rantzau, alors en poste à Berne, à se rapprocher des Bolcheviks, partisans de la paix immédiate, et des réfugiés en Suisse, pays d'accueil pour les opposants à la guerre,.
Durant les rencontres germano-austro-hongroises de mars, les militaires et les nationalistes de droite affichent leur optimisme face à la situation politique créée par la révolution de Février. Dans ce contexte, ces deux groupes se montrent favorables à l'intensification de l'effort de guerre de la double monarchie dans le cadre de la Quadruplice. Cette politique ne rencontre cependant pas l'approbation du chancelier et de ses proches, partisans au début de 1917, d'une paix de compromis. Dans ce cadre, Bethmann Hollweg, dans son discours du 29 mars 1917 devant le Reichstag, rend public son souhait de négocier rapidement avec le nouveau gouvernement russe les conditions d'une « paix honorable pour les deux parties », incluant néanmoins des rectifications de frontières au profit du Reich et de ses alliés. Ainsi, des négociations s'ouvrent à Stockholm par des voies détournées, mais longs et compliqués, ces pourparlers n'aboutissent pas, les négociateurs allemands étant tributaires des décisions des militaires, partisans de vastes annexions en Russie,,.
Parallèlement à l'ouverture de négociations germano-russes, les aspirations allemandes à une paix de victoire par l'intensification de l'effort de guerre face à la Russie nouvelle se heurtent à la réalité de la situation intérieure de la double monarchie et à la prise de conscience de cette situation par les responsables austro-hongrois.

### La double monarchie face au Reich
Cette prise de conscience oblige les membres du gouvernement allemand à modifier leur attitude vis-à-vis de leurs homologues austro-hongrois.
Dans le cadre de l'alliance entre le Reich et l'Autriche-Hongrie, les accords signés à partir de 1879 sont censés garantir une égalité entre les deux partenaires, mais les rapports de force entre les puissances centrales et l'épuisement de la double monarchie à ce stade du conflit créent les conditions d'une suprématie sans cesse accentuée de la,'Allemagne. C'est pourquoi, dès le début de 1917, les responsables de la double monarchie se montrent réservés quant au sort que leurs homologues allemands promettent à leur pays,.
De plus, dès le 3 avril 1917, à Bad Kreuznach, Charles Ier propose à l'empereur allemand Guillaume II la cession des territoires silésiens de la double monarchie en échange de la rétrocession de l'Alsace-Lorraine à la France, mais cette proposition est abruptement écartée par les dioscures, soutenus à cette occasion par l'empereur allemand.
Ensuite, le 13 avril 1917, quelques jours avant la première conférence de Kreuznach, Ottokar Czernin, nouveau ministre austro-hongrois des affaires étrangères, transmet à l'empereur Charles Ier un mémorandum, « la puissance militaire autrichienne en voie de désagrégation ». Dans ce rapport daté de la veille, qui officiellement adressé à l'empereur-roi mais en réalité destiné aux interlocuteurs allemands des responsables politiques austro-hongrois, Czernin estime que la double monarchie ne se trouve plus au printemps 1917 en mesure de poursuivre le conflit. L'empereur-roi le communique aussitôt à Guillaume II afin de disposer d'un moyen de pression sur le Reich, tout en espérant que ce mémoire soit le point de départ de négociations en vue de pourparlers de paix avec les Alliés. De son côté, Czernin en transmet une copie à Matthias Erzberger, alors en mission à Vienne pour le compte du nouveau chancelier du Reich, Georg Michaelis. Après en avoir pris connaissance, Erich Ludendorff, tout comme son supérieur Paul von Hindenburg, exposent leurs réserves et s'opposent aux aspirations de la double monarchie, priant le ministre austro-hongrois de se focaliser sur la poursuite du conflit et non sur la satisfaction des revendications populaires. Persuadés de disposer d'un moyen de pression sur le gouvernement du Reich, l'empereur Charles et son ministre ne parviennent qu'à indisposer leurs interlocuteurs civils et militaires au sein de l'appareil dirigeant du Reich. En effet, à se stade du conflit, le gouvernement et le commandement suprême allemands n'ont toujours pas renoncé à la résolution du conflit au moyen d'une victoire militaire ou à une expansion politique et économique en Europe et dans les colonies que permettrait un tel succès,,,,.
Ce mémoire et sa réception par le gouvernement allemand masquent mal le caractère théorique de l'égalité des puissances centrales les unes par rapport aux autres, le Reich ne souhaitant pas accéder aux demandes de son allié le plus fidèle. De ce fait, Guillaume II, assisté de ses conseillers civils et militaires, fixe seul les conditions politiques et économiques en échange desquelles la Quadruplice serait prête à cesser les hostilités.

## Préparations
La conférence de mai, première rencontre entre le monarque allemand et son homologue austro-hongrois, est préparée à l'occasion de rencontres précédentes, le 16 mars à Vienne, le 23 avril 1917 à Kreuznach. La conférence de Vienne réunit le chancelier du Reich, Theobald von Bethmann Hollweg et le ministre austro-hongrois des affaires étrangères, Ottokar Czernin ; à la conférence du mois d'avril, l'empereur Guillaume II a convoqué les principaux responsables politiques et militaires allemands, le chancelier du Reich, le responsable de la section politique du gouvernement général de Bruxelles, Oskar von der Lancken, les Dioscures, Paul von Hindenburg et Erich Ludendorff, ainsi que Henning von Holtzendorff, commandant en chef de la Marine impériale allemande,.

### Réunions préparatoires

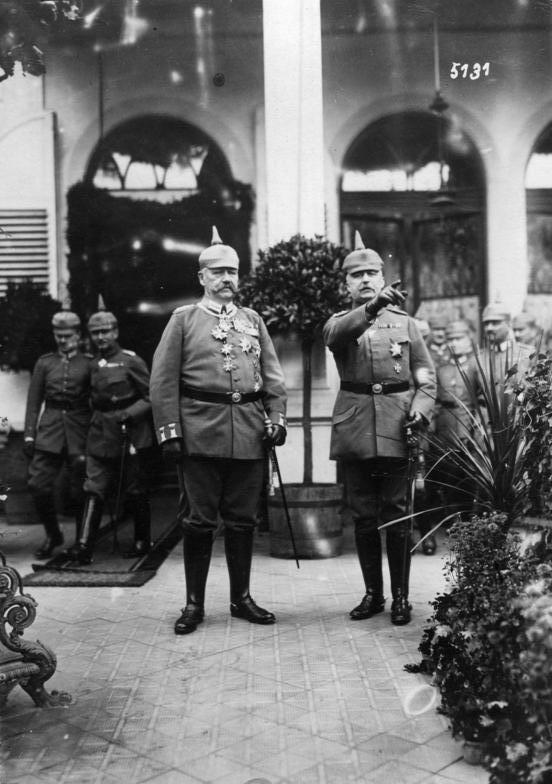
Hindenburg et Ludendorff au grand quartier général à Kreuznach (1917)

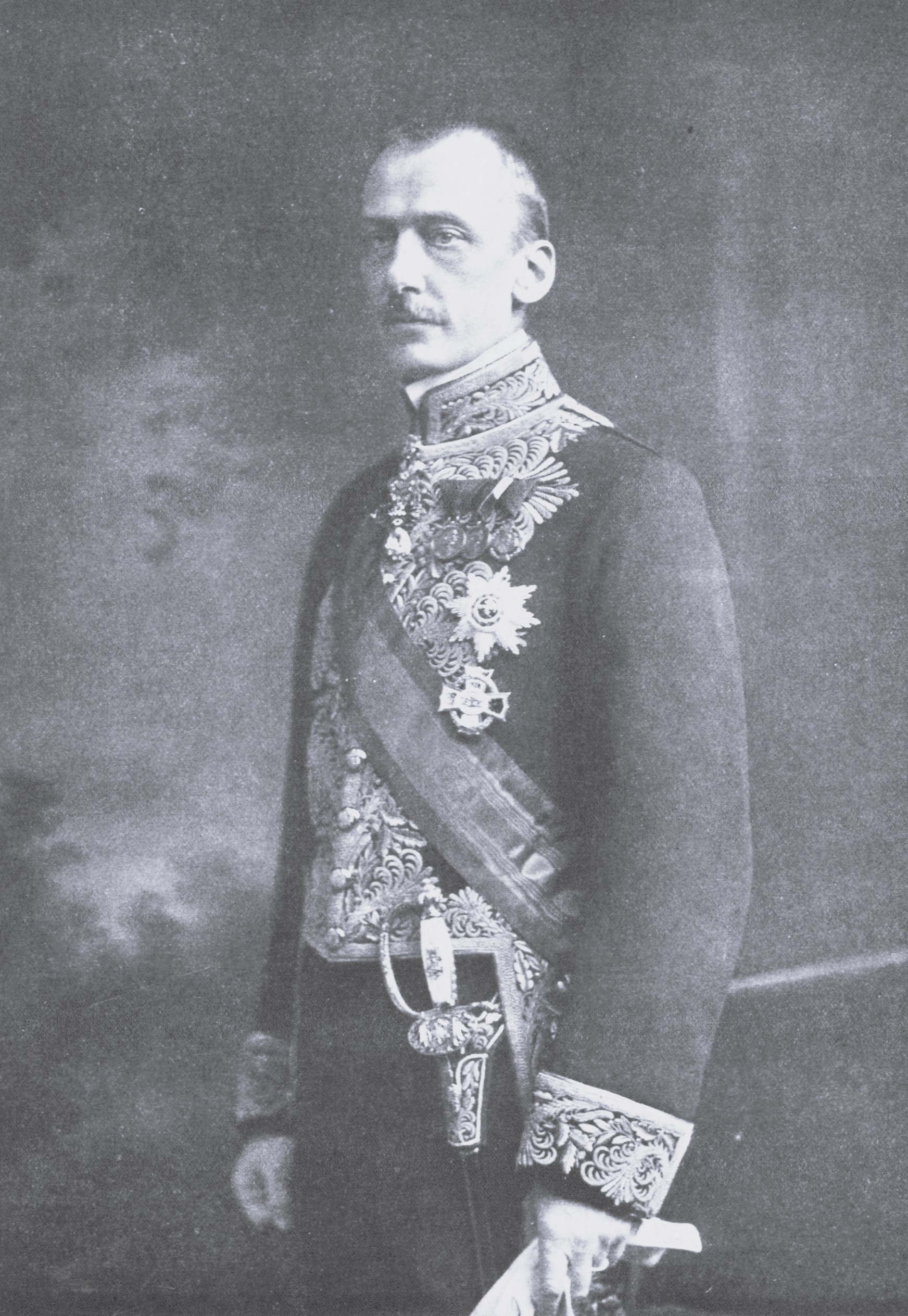
Ottokar Czernin (1918)

Lors de la conférence du 23 avril, sont présents les militaires allemands, Hindenburg, Ludendorff, et austro-hongrois, von Hötzendorf. Conformément à l'ordre impérial du 20 avril, le chancelier du Reich, Theobald von Bethmann Hollweg, assisté de son ministre des affaires étrangères, Arthur Zimmermann, est présent lors de la réunion du mois d'avril, de même que le responsable de la section politique du gouvernement général de Bruxelles, Oskar von der Lancken,.
Lors de cette conférence est notamment abordée la question de la diplomatie parallèle menée par l'empereur-roi pour faire sortir son pays du conflit. Cet examen se fait dans un contexte de méfiance mutuelle entre les représentants du Reich et de la double monarchie. En effet, si Charles Ier informe ses partenaires allemands, par contre Czernin, son ministre des affaires étrangères, ne renseigne pas complètement les représentants allemands de l'avancée des négociations en cours.
À l'image des multiples réunions préparatoires organisées par le gouvernement allemand, les dirigeants austro-hongrois se réunissent à plusieurs reprises afin de déterminer la position de la double monarchie dans les négociations qui s'ouvrent. Le 6 mai, un conseil des ministres commun, présidé par Czernin, définit précisément la ligne directrice de la double monarchie dans les négociations en cours.

### Négociations préalables
Les échanges entre responsables allemands et austro-hongrois, qui précèdent la conférence en mai, s'animent rapidement entre le chancelier du Reich, Bethmann Hollweg, et le ministre austro-hongrois des affaires étrangères, Czernin. En effet la question des buts de guerre poursuivis par le Reich, d'une part, et ses alliés, d'autre part, constitue rapidement une pierre d'achoppement entre les deux alliés. Lors de ces pourparlers préliminaires, les représentants austro-hongrois, conscients de l'épuisement de la double monarchie, ne font pas mystère de leur volonté de conclure rapidement une paix de compromis avec les Alliés.
De plus, les premières négociations pour le partage des conquêtes des puissances centrales sont lancées à Berlin, mais selon le procès-verbal de ces rencontres, les gains territoriaux, politiques et économiques acquis après le conflit par le Reich et ses alliés doivent être proportionnels aux moyens déployés pour leur obtention, garantissant ainsi au Reich un renforcement de sa puissance en Europe et dans le monde, y compris par rapport à ses alliés. Dès le 3 avril, l'OHL se montre favorable à la tenue d'une conférence à laquelle participeraient des représentants du Reich et de la double monarchie afin de préciser les buts de guerre allemands et austro-hongrois, les uns par rapport aux autres,.
La tenue de ces conférences permet au Reich et à ses alliés de préciser les buts de guerre des deux principaux partenaires de la Quadruplice alors que les États-Unis viennent de rentrer dans le conflit. Ainsi, le Reich prévoit l'annexion de la Courlande et de la Lituanie, occupées l'une et l'autre par les puissances centrales. Ces annexions seraient complétées par une forte tutelle allemande sur la Pologne, agrandie de la Galicie austro-hongroise. La double monarchie se verrait dédommagée de la perte de ses territoires polonais et ukrainiens par l'annexion de la Serbie et de la majeure partie de la Roumanie, partagée avec la Russie. À l'ouest, les Allemands affirment souhaiter contrôler durablement la côte flamande et le bassin minier de Longwy, en échange de quelques rectifications de frontières dans le sud de l'Alsace,.
Parallèlement à ces pourparlers entre les membres de la Quadruplice, la conférence de Saint-Jean de Maurienne, entre les Alliés, réaffirme la volonté de ses membres de ne pas traiter séparément avec l'un des membres de la quadruplice.

## Participants
Cette conférence réunit au Parkhotel Kurhaus, l'un des hôtels de la ville de Bad Kreuznach, les principaux représentants civils et militaires des deux principaux membres de la Quadruplice, le Reich et la double monarchie.

### Représentants du Reich

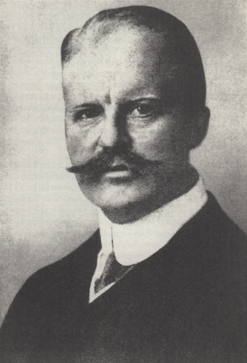
Arthur Zimmermann, alors secrétaire d'État aux affaires étrangères du Reich.

La délégation impériale allemande est conduite par l'empereur Guillaume II. Elle compte dans ses rangs, le chancelier du Reich, Theobald von Bethmann Hollweg, et le secrétaire d'État aux affaires étrangères, Arthur Zimmermann. Le responsable de la section politique du gouvernement général de Bruxelles, Oskar von der Lancken, est également présent à la conférence.
Les principaux responsables militaires du Reich, Paul von Hindenburg et Erich Ludendorff, assistent également à cette réunion. La présence des dioscures matérialise l'influence grandissante des militaires sur la vie politique, diplomatique et économique du Deuxième Reich en guerre depuis plus de deux années,.

### Représentants de la double monarchie
La délégation austro-hongroise est conduite par l'empereur Charles Ier.
Elle est composée du nouveau ministre des affaires étrangères de la double monarchie, Ottokar Czernin, et du chef d'état-major général austro-hongrois, Franz Conrad von Hötzendorf. Ces derniers sont assistés, pour l'occasion, de leurs plus proches collaborateurs.

## Négociations
Les échanges entre l'Allemagne et son principal allié portent sur les buts de guerre poursuivis par ces deux États. Rapidement, le débat entre les deux alliés devient un affrontement entre l'Allemagne et la double monarchie autour des questions de la paix et de la nature du contrôle exercé par chacun des membres de la coalition sur les territoires qu'il occupe ou qu'il convoite, dans un court délai ou à l'issue des traités de paix. Dans ce cadre, les négociateurs allemands et austro-hongrois se rendent à la conférence avec des objectifs précis, et souvent antagoniques.

### Guerre ou paix?
Appuyé par des collaborateurs de plus en plus conscients de l'impossibilité pour la double monarchie de poursuivre longtemps le conflit, le nouveau monarque Charles Ier tente de faire valoir les aspirations austro-hongroises à la paix face à un allié allemand intransigeant.
En effet, s'appuyant sur les conclusions du rapport de Czernin, « La puissance militaire autrichienne en voie de désagrégation », Charles tente de faire valoir à l'Allemagne, son allié hégémonique, son souhait de « sauver à tout prix » son empire. Ce rapport marque une nouvelle étape de la lutte entre la double monarchie et l'Allemagne dans le conflit. L'Allemagne souhaite s'étendre par de multiples annexions, garanties par une victoire par les armes, mais la double monarchie aspire à sortir du conflit. Dans ce contexte, les Allemands s'opposent aux demandes austro-hongroises, affublées par le chancelier Bethman-Hollweg de la mention de « paix à bon marché »,,.
Les propositions austro-hongroises sont rapidement écartées par les représentants allemands, à peine évoquées, preuve supplémentaire du caractère de plus en plus formel de l'égalité entre l'Allemagne et la double monarchie dans l'alliance qui les unit.

### Buts de guerre

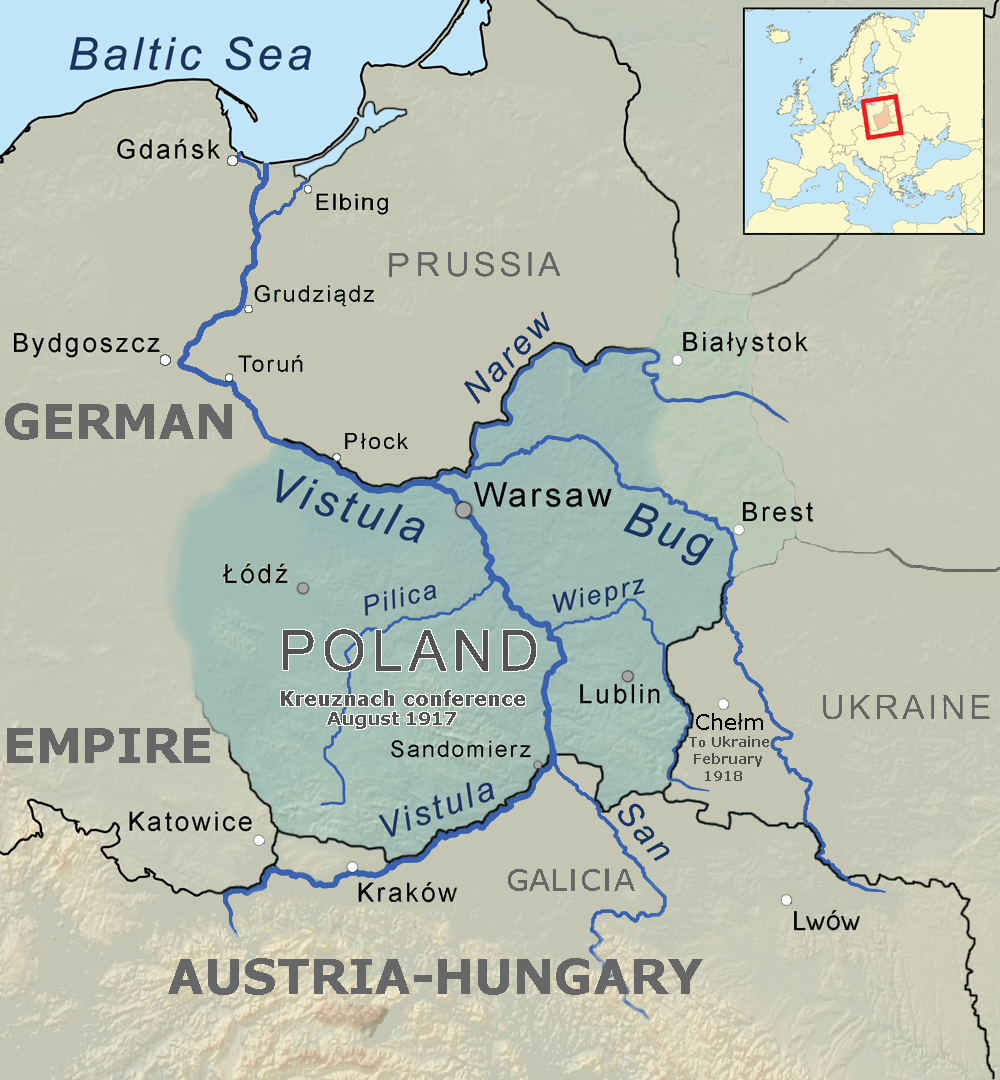
Le projet de Royaume de Pologne en février 1918 guerre mondiale, après la première conférence de Kreuznach et la cession de Chełm à l'Ukraine.

La conférence d'avril, réunissant les principaux responsables allemands, permet aux militaires et au chancelier allemands de préciser leur vision des buts de guerre et de tenter d'imposer, au moins partiellement, ces buts à la double monarchie, de plus en plus réticente à poursuivre le conflit. Ainsi, lors des pourparlers des 17 et 18 mai, la question des buts de guerre est abondamment discutée. Ils ont été précisément définis le 13 mai dans une note de Guillaume II remise à son ministre des affaires étrangères, Arthur Zimmermann. Elle reprend les conclusions formulées par Guillaume en avril et pose des conditions que seule une victoire peut obtenir : la constitution d'un vaste espace économique contrôlé par les Allemands, le contrôle de la Méditerranée, le retour des colonies allemandes auxquelles doivent être joints les Congos belge et français et de larges annexions en Europe,.
Les régions occupées en Europe de l'Est sont alors destinées à être partagées entre l'Allemagne et la double monarchie. Les responsables allemands souhaitent annexer directement la Courlande et la Lituanie, et le royaume de Pologne, agrandi de la Galicie austro-hongroise, est destiné à être placé sous tutelle allemande. À l'ouest, la Belgique doit être inféodée à l'Allemagne politiquement et économiquement, la côte flamande occupée pour une longue durée, dans le cadre du respect de l'indépendance formelle du Royaume de Belgique, et la France, en échange du riche bassin minier de Longwy-Briey, se verrait offrir des compensations territoriales dans le Sud de l'Alsace. De plus, l'Allemagne exige de pouvoir exploiter au profit de ses entreprises les richesses minières des territoires serbes annexés à la Bulgarie,.
La double monarchie se verrait dédommagée de la perte de la Galicie par de larges annexions en Serbie et en Roumanie. Les responsables de la double monarchie se montrent prêts à renoncer, au profit de l'Allemagne, à la part d'influence qui doit échoir à l'Autriche-Hongrie en Pologne en échange d'avoir les mains libres dans les régions qu'elle compte annexer dans les Balkans. Ce partage des zones occupées par les puissances centrales semble convenir aux négociateurs allemands, qui s'empressent de garantir à la double monarchie une influence exclusive en Serbie, en Albanie et au Monténégro. Cependant, en dépit des concessions allemandes aux négociateurs austro-hongrois, la position allemande serait consolidée dans les Balkans, par le contrôle des ports de la région, Thessalonique, Valona et Constanța,,,.
Face à ces demandes, la délégation austro-hongroise tente de faire valoir les buts de guerre de la double monarchie, de moins en moins en mesure de poursuivre le conflit qui se prolonge. Cependant, les Austro-Hongrois ne renoncent pas à une expansion politique et économique dans les Balkans et en Pologne. Ainsi, la double monarchie, en échange d'un contrôle allemand accru en Pologne et dans les pays baltes, propose aux Allemands la mise sous tutelle austro-hongroise des Balkans, tentant d'obtenir en Roumanie des avantages politiques et économiques comparables à ceux obtenus par le Reich en Pologne,,.

### Enjeux économiques
De plus, les deux partenaires de la Duplice, non contents de se partager les conquêtes permises par les opérations militaires menées séparément ou conjointement, définissent les clauses économiques d'une hypothétique sortie victorieuse du conflit et la nature des liens économiques destinés à les unir.
L'Allemagne victorieuse imposerait ainsi aux Alliés vaincus le versement d'énormes indemnités de guerre. Ces dernières sont censées prendre la forme de livraisons de matières premières ou de produits transformés, plaçant ces pays sous la dépendance commerciale du Reich ou de transferts de dettes publiques ou privées au profit du Reich.
Non content d'imposer des indemnités à ses adversaires vaincus, l'Allemagne souhaite imposer à la double monarchie un rapprochement économique, via une union douanière. Cependant, les négociations techniques qui s'ouvrent sur la question sont menées pied à pied par les deux partenaires. En effet, face à la demande allemande, les négociateurs austro-hongrois affichent leur préférence pour un traité de commerce spécifique avec l'Allemagne, stipulant notamment la mise en place de droits de douane préférentiels, définis au cas par cas.
De plus, les intérêts des grandes sociétés du Reich ne sont pas oubliés. En effet, dans toutes les régions occupées ou promises à être contrôlées par l'Allemagne, les banques et les sociétés industrielles et commerciales allemandes entendent garantir l'influence allemande dans ces régions par un strict contrôle de l'économie des pays occupés. Ainsi, l'Allemagne entend exclure, avec l'appui de la double monarchie, les membres de l'Entente de la commission internationale du Danube. En Roumanie, les banques allemandes exigent la rétrocession des champs de pétrole roumain par le biais de participations majoritaires et donner à l'Allemagne le contrôle de la production,.

## Issue
Les résultats de la première conférence sont connus essentiellement par le procès-verbal, publié après la fin des hostilités. Les buts de guerre de l'Allemagne sont réaffirmés, dans la continuité des buts de guerre, non seulement ceux poursuivis par le commandement suprême de l'armée allemande mais aussi ceux édictés en septembre 1914 ou encore ceux annoncés par l'OHL dans son mémorandum du 23 décembre 1916. Une note finale, approuvée par les deux principaux partenaires de la Quadruplice, officialise les conclusions des échanges entre les deux alliés. Rédigée par les diplomates allemands, elle est néanmoins soumise à l'accord de l'empereur-roi Charles, cette validation ayant valeur de ratification définitive,.

### Redécoupages territoriaux
La note finale prévoit l'annexion allemande de la Courlande, de la Lituanie, d'un certain nombre de localités polonaises à proximité de la frontière germano-russe, du bassin minier de Longwy-Briey, d'une bande de territoires en Alsace, le long de la frontière française, du Luxembourg. De plus, Bruges et Liège sont également promises à une annexion directe par le Reich. À ces régions annexées s'ajoutent un certain nombre de pays ou de zones géographique et de voies de communication devant dépendre de la tutelle politique ou économique du Reich, comme la Pologne, ou la voie ferrée Cernavodă-Constanța.
À la double monarchie sont promises des annexions en Valachie, en Serbie et la totalité du Monténégro, auquel s'ajoute le contrôle de l'Albanie. Ces annexions, sanctionnant un renforcement apparent de la puissance austro-hongroise, ne matérialisent qu'une mise sous tutelle politique de ses voisins par la double monarchie. Le bénéfice de ces annexions est pour une large part annulé par la très forte influence économique que l'Allemagne souhaite exercer dans ces régions par le biais de participations allemandes majoritaires dans les transports, les mines et l'industrie des pays contrôlés politiquement par la double monarchie,.
Enfin, le monde colonial n'est pas négligé par les négociateurs allemands. Les Allemands réclament le retour des colonies, occupées depuis le début du conflit, mais exigent également de nouveaux territoires. La politique mondiale du Reich oblige en effet le Reich à disposer de points d'appui pour sa flotte. Ainsi, la région de Dakar est réclamée à la France, avec les Açores, archipel faisant office de point d'appui entre ce port et le Reich.
Aux yeux d'un certain nombre de militaires allemands, les conclusions de ces conférences prouvent l'inutilité et la vanité de ces rencontres puisque ces pourparlers aboutissent à la reprise du programme exposé en septembre 1914 par le chancelier du Reich alors que la double monarchie voit une partie de ses buts de guerre confirmés.

### Indemnités de guerre et essor économique
La pérennité des territoires conquis par les puissances centrales étant reconnue, le procès-verbal de la réunion définit aussi les conditions financières d'une victoire du Reich et de ses alliés. Dans ce domaine, le procès-verbal reprend les termes de la note adressée par l'empereur allemand à son secrétaire d'État aux affaires étrangères.
Guillaume II se propose de réclamer des indemnités de guerre d'un montant faramineux sans commune mesure avec les moyens de la Quadruplice pour les obtenir, selon Czernin. En effet, l'empereur allemand s'apprête à réclamer au titre des indemnités de guerre 30 milliards de dollars aux États-Unis, 40 milliards de francs à la France, 10 milliards de lires à l'Italie et 2 milliards de goldmarks à la Chine, au Japon, au Brésil, à la Bolivie et au Portugal.
Ces sommes seraient versées en grande partie en nature, principalement à partir des productions issues des mines ou de l'agriculture. De plus, les créances dues à la France et à au Royaume-Uni seraient transférées au Reich, transférant ainsi à l'Allemagne impériale l'influence financière de ses adversaires.

### Persistance des rivalités austro-allemandes
En dépit d'un accord de ne pas lancer des négociations précipitées, les négociateurs allemands et austro-hongrois se séparent avec les mêmes désaccords qu'au début des négociations. Cependant, pour des raisons politiques, le gouvernement allemand semble alors prêt à de nombreuses concessions sur la rédaction des accords économiques avec la double monarchie.
Le 18 juin 1917, en retard, le gouvernement impérial et royal austro-hongrois accepte officiellement les termes de la note finale, à l'issue d'un conseil de la couronne. À cette occasion, les responsables de la double monarchie font connaître à leurs interlocuteurs allanda les principales réserves austro-hongroises, portant sur la répartition des conquêtes entre le Reich et ses alliés, qu'il s'agisse du partage des sphères d'influences politiques respectives du Reich et de la double monarchie à l'intérieur des territoires conquis par les armées de la Quadruplice, de la répartition des richesses agricoles, minières et industrielles de ces territoires ou des modalités de contrôle des réseaux de communication,.
En dépit de la rédaction de la note et de son acceptation par la double monarchie, les rivalités austro-allemandes demeurent en Pologne, en Roumanie et dans les Balkans tandis que doivent s'ouvrir des négociations économiques et commerciales entre le Reich et la double monarchie afin de fixer les modalités d'une union douanière entre les deux principaux membres de la Quadruplice. Czernin pose alors certaines conditions à l'ouverture de ces négociations, mais le maintien des buts de guerre allemands trahit la vanité de ces préalables,.
En dépit de la cession d'un certain nombre de zones d'influence à la double monarchie, le Reich multiplie dans ces contrées les initiatives sur le terrain économique, permettant aux Allemands de placer de fait ces régions dans leur orbite, à l'image de la prise de contrôle progressive de l'économie roumaine par des prises de participations dans les entreprises roumaines, le contrôle des voies de communication et des pipelines exportant le pétrole roumain, la rédaction d'une nouvelle constitution ou la mise en place d'un corpus juridique reprenant celui du Reich, créant ainsi les conditions de son intégration à la Mitteleuropa sous domination allemande.